# گوندریک
گوندریک (لاتین Gundericus)، شاه وندال‌ها (۴۰۷–۴۱۸) و آلان‌ها (۴۲۸–۴۱۸) که تحت رهبری واندال‌ها قرار گرفتند، یکی از قبایل ژرمن بودند که ابتدا در نزدیکی رودخانه اودر سکونت داشتند تا در تهاجم بربرها به امپراتوری روم غربی در قرن پنجم میلادی شرکت کنند.
تاریخ
او پسر گودیگیسل شاه وندال‌ها بود. وقتی واندالها در ۴۰۶ از مرز روخانه راین به سمت امپراتوری حرکت می‌کنند درگیر جنگ با فرانکهایی می‌شوند که در آن موقع به عنوان متحدان امپراتوری روم سعی داشتند واندال‌ها را به عقب برانند. گودیگیسل در این جنگ کشته و گوندریک جانشین او می‌شود. در نهایت گوندریک و افرادش پس از عقب‌نشینی از سلسله جبال پیرنه گذشته و در سال ۴۰۹ در شبه‌جزیره ایبری (اسپانیا و پرتغال امروزی) پادشاهی واندالها را در یک ایالت رومی برقرار می‌کنند (شمال غربی ایبریا). در سال ۴۱۸ به دستور رومی‌ها توسط ویزیگوت‌ها هم پیمان با آنها به عقب رانده شدند. از طرف دیگر پس از جنگی که در ۴۱۸ بین آلانها و ویزگوتها در منطقه هیسپانیا درگرفت بیشتر آلانهایی که زنده مانده بودند تقاضای می‌کنند تا به قوای گوندریک بپیونند و با تقاضای آنها موافقت می‌شود. ازاین تاریخ به بعد گوندریک پادشاه واندال‌ها و آلانها می‌شود. در ۴۲۰ مأمورین امپراتوری روم که مسئولیت دفاع از هیسپانیا راداشتند در منطقه گالیسیا به واندالهایی که به جنگ با سوئبها رفته بودند حمله می‌کنند، جایی که قبلاً واندالها در ۴۱۸ از ویزگوت‌ها شکست خورده بودند، واندالها در ۴۲۰ به علت درگیری باسوئبی‌ها به سمت بائتیکا- Baetica جنوب هیسپانیا حرکت کردند. در آنجا به گروهی دیگر از واندالها ملحق شده و سپاهی از رومیان را به رهبری magister militum Castinus در بیرون دیوارهای کوردوبا شکست می‌دهند (۴۲۲). وندال‌ها به موریتانیا تینگیتانا، بالئاری‌ها حمله کردند و در سال ۴۲۵ کارتگنا و سویل را غارت کردند. واندال‌ها در این شهر باقی نماندند و دوباره در ۴۲۸ این شهر را تصرف کردند. واندالها در ۴۲۹ اسپانیا را ترک کردند و مدت ۱۰ سال اسپانیای رومی در آرامش به سر برد به استثناء گالیسیا که در سال ۴۲۸ گوندریک دست خود را بر روی کلیسای آن شهر گذاشت. گاندریک سعی داشت آن کلیسای کاتولیک را به کلیسایی آرین تغییر دهد ولی به صورتی نامشخص و غیرمنتظره می‌میرد. بعد از مرگ گوندریک در ۴۲۸ وندالها برادر ناتنی او گایسریک را به جانشینی او انتخاب می‌کنند. گایسریک به قصد حمله به آفریقای رومی ایبریا را ترک می‌کند.